# Фаріджан
Фаріджан (перс. فريجان) — село в Ірані, у дегестані Хурге, в Центральному бахші, шахрестані Магаллат остану Марказі. За даними перепису 2006 року, його населення становило 0 осіб.

## Клімат
Середня річна температура становить 15,34°C, середня максимальна – 33,43°C, а середня мінімальна – -6,69°C. Середня річна кількість опадів – 201 мм.
| Клімат поселення                              | Клімат поселення | Клімат поселення | Клімат поселення | Клімат поселення | Клімат поселення | Клімат поселення | Клімат поселення | Клімат поселення | Клімат поселення | Клімат поселення | Клімат поселення | Клімат поселення | Клімат поселення |
| Показник                                      | Січ.             | Лют.             | Бер.             | Квіт.            | Трав.            | Черв.            | Лип.             | Серп.            | Вер.             | Жовт.            | Лист.            | Груд.            |                  |
| Середній максимум, °C                         | 10,52            | 13,34            | 18,00            | 23,94            | 28,98            | 32,66            | 33,43            | 32,47            | 28,86            | 22,99            | 16,60            | 10,40            |                  |
| Середня температура, °C                       | 1,92             | 4,72             | 9,39             | 15,35            | 20,38            | 24,05            | 27,35            | 26,39            | 22,77            | 16,90            | 10,51            | 4,31             |                  |
| Середній мінімум, °C                          | −6,69            | −3,88            | 0,80             | 6,73             | 11,77            | 15,44            | 21,26            | 20,30            | 16,70            | 10,84            | 4,44             | −1,76            |                  |
| Норма опадів, мм                              | 33               | 31               | 37               | 24               | 16               | 2                | 1                | 1                | 0                | 9                | 19               | 28               |                  |
| Середньомісячна швидкість вітру, м/с          | 1.41             | 2.20             | 2.76             | 2.98             | 2.80             | 2.60             | 2.79             | 2.48             | 2.24             | 2.31             | 1.75             | 1.33             |                  |
| Середньомісячна сонячна радіація, кДж/м²·день | 9731             | 13041            | 15383            | 18753            | 22585            | 26575            | 25940            | 24263            | 21157            | 15781            | 11445            | 9376             |                  |
| --------------------------------------------- | ---------------- | ---------------- | ---------------- | ---------------- | ---------------- | ---------------- | ---------------- | ---------------- | ---------------- | ---------------- | ---------------- | ---------------- | ---------------- |
| Джерело:                                      |                  |                  |                  |                  |                  |                  |                  |                  |                  |                  |                  |                  |                  |